# Dumbría
Dumbría  est une commune de la province de La Corogne en Espagne située dans la communauté autonome de Galice.
Les habitants de Dumbría sont divisés en sept paroisses : Santiago de Berdeogas, San Pedro de Buxantes, Santa Baia de Dumbría, Santa Uxía de Ézaro, San Martiño de Olveira, Santiago de Olveiroa et San Mamede de Salgueiros.

## Climat
Le climat y est océanique grâce à la proximité de la mer et avec des températures douces. La température moyenne est d'entre 13 º et 14 º, et bien que les variations climatiques soient peu abondantes, on note seulement une différence thermique entre les zones côtières et l’intérieur des terres.

## Cyclisme
Le belvédère d'Ezaro, une montée très courte mais très pentue (2 km mais avec des passages à 20 %) classée en 3e catégorie, située sur la commune, fut à l'arrivée de la 3e étape de la Vuelta 2016. Alexandre Geniez s'imposait au terme de cette étape en échappée tandis que Ruben Fernandez endossait le maillot de leader. Alberto Contador perdait en revanche près de 30 secondes sur les autres favoris.